# Oberamt Gunzenhausen

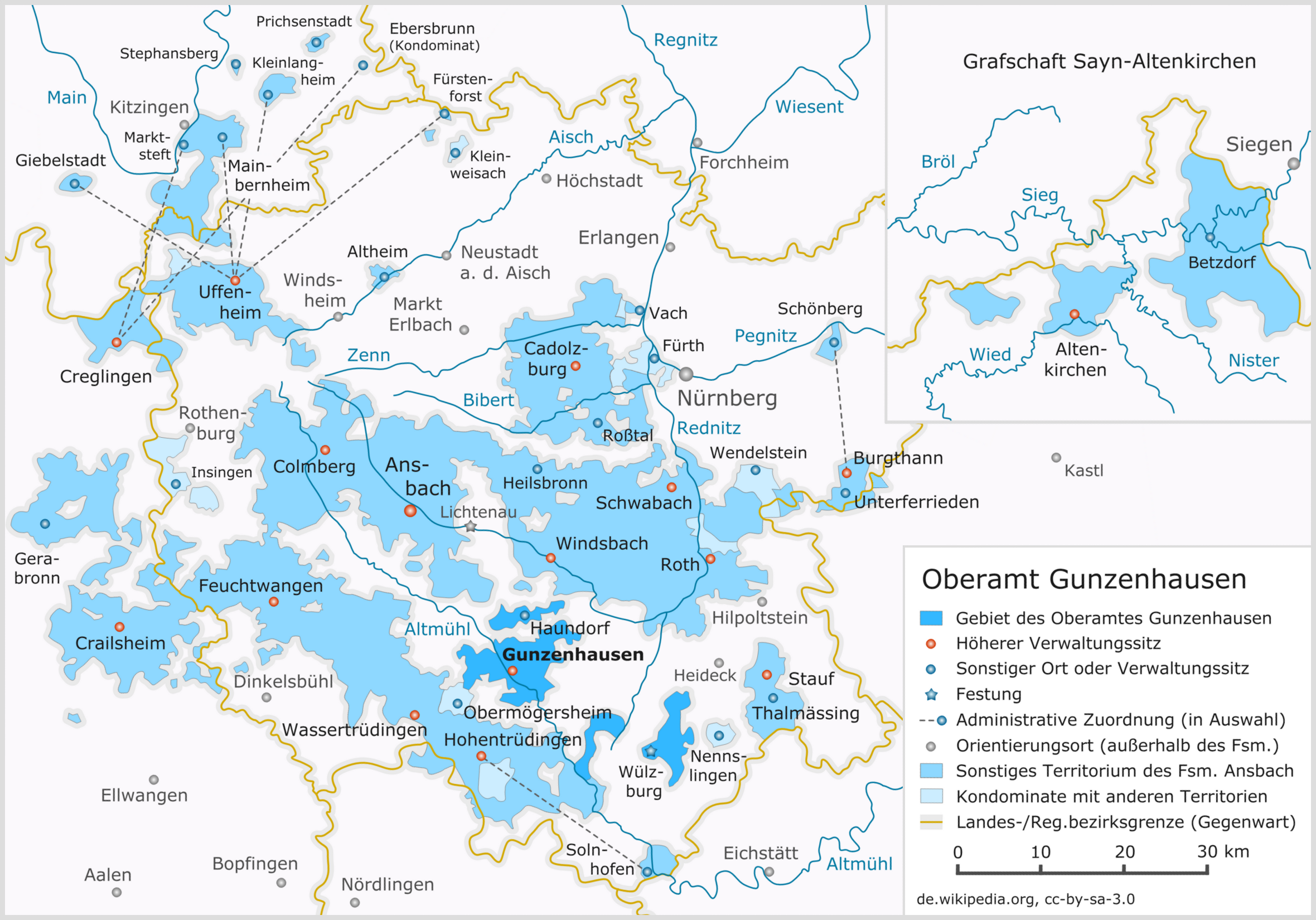
Das Gebiet des Oberamtes Gunzenhausen

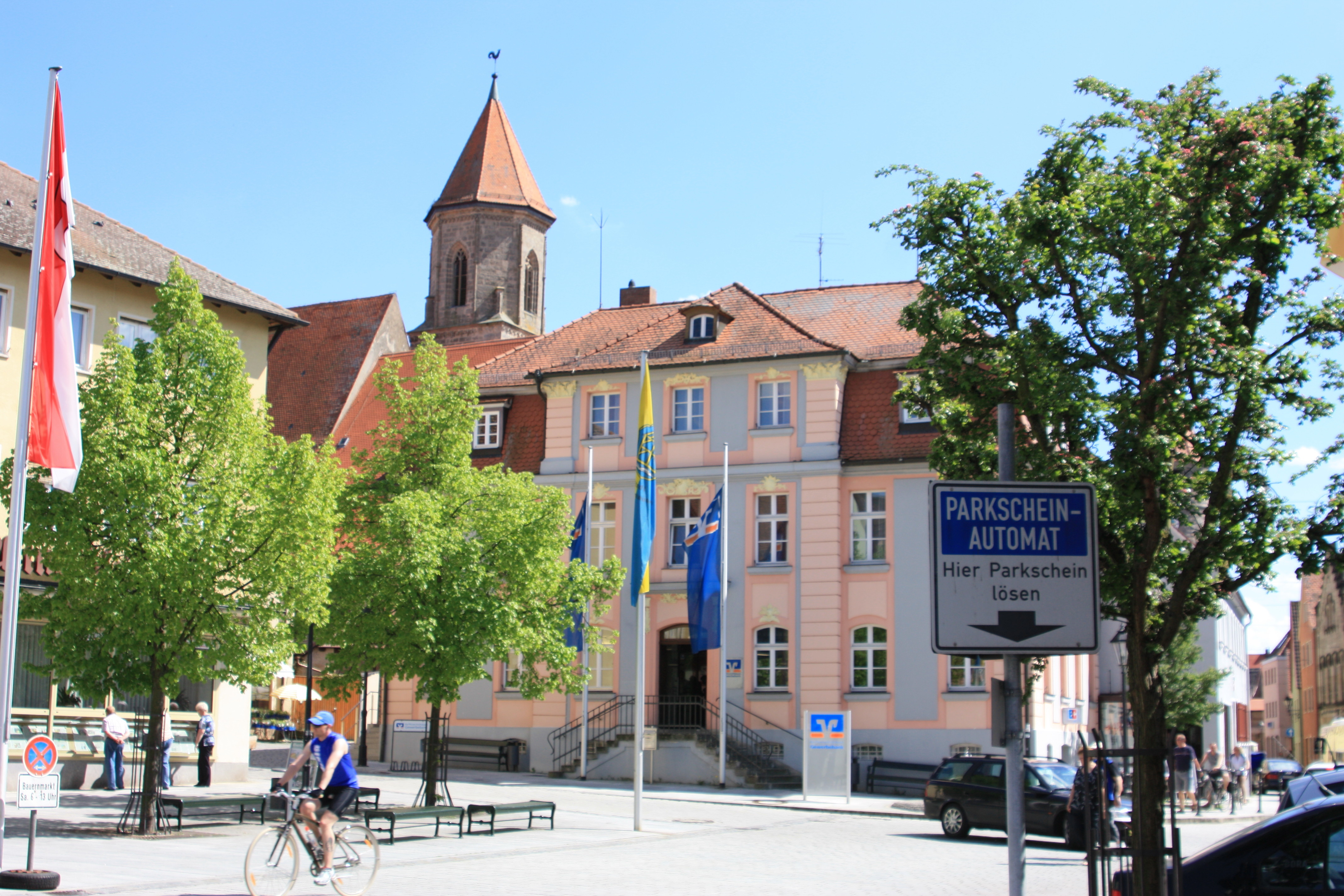
Das Palais Heydenab, ein zeitweiliger Amtssitz des Oberamtes Gunzenhausen

Das Oberamt Gunzenhausen war eines der fünfzehn Oberämter, mit denen das Fürstentum Ansbach die Verwaltung seines Territorialbesitzes organisiert hatte. Es lag im südwestlichen Bereich des Fürstentums und war ebenso wie dieses territorial stark fragmentiert.
Die Nachbarterritorien des Oberamtes zum Ende des 18. Jahrhunderts waren hauptsächlich die um Ornbau, Spalt und Eichstätt gelegenen Gebiete des Hochstiftes Eichstätt und die im Nordosten befindliche Reichsherrschaft Heideck, die zu Pfalz-Neuburg gehörte. Dazwischen befand sich das dem Deutschen Orden unterstehende Territorium um Ellingen. Auch einige reichsunmittelbare Gebiete grenzten an das Oberamt, davon als größte die Herrschaft Pappenheim.